# Apostrof (revistă)

Apostrof este o revistă literară a Uniunii Scriitorilor din România, editată în colaborare cu Fundația Culturală „Apostrof”, care apare lunar la Cluj, începând din 2 aprilie 1990. Redactor-șef (până în martie 2023): Marta Petreu.

## Programul revistei
„A sosit ceasul Apostrof-ului. Adică al sunetului care, dintr-un accident istoric, a fost până acum absent. Generația absentă, redusă la tăcere și imaturitate socială, generația cvasi-interzisă de-a lungul ultimului deceniu, generația frustrată - care nu întâmplător visa o reîntoarcere, un regres (evident, psihanalizabil!) la vârsta echinoxială – încearcă să-și revele propriul sunet regăsit acum. Acesta ar fi, deci, sensul și programul revistei Apostrof” (Marta Petreu, Izgonirea din paradis, nr. 1, iunie 1990).

## Rubrici
- Dosar, Cu ochiul liber, Estuar, Puncte de reper, Eseu, Biblioteci în aer liber, Conversații cu…, Ospățul filosofilor, Arhiva ‘A’.

## Colaboratori
Petru Dumitriu, Paul Goma, Dumitru Țepeneag, Ștefan Baciu, Nicolae Balotă, Gabriela Melinescu, Georgeta Horodincă, Norman Manea, Ion Vartic, Mariana Vartic, Dorli Blaga, Dora Pavel, Irina Petraș, Ștefan Borbély, Ovidiu Pecican, Oliviu Crâznic, Iulian Boldea, Emil Hurezeanu, Sanda Cordoș, Ștefan Bolea, Alice Valeria Micu, Mircea Moț, Ana-Maria Negrilă, Constantin Cubleșan etc.

## Sponsori
- Administrația Fondului Cultural Național
- Consiliul Local Cluj-Napoca